# 6435 Daveross
6435 Daveross (1984 DA) là một tiểu hành tinh vành đai chính bên trong được phát hiện ngày 24 tháng 2 năm 1984 bởi E. F. Helin và R. S. Dunbar ở Palomar.